# Willem van Perche
Willem van Perche (? - 18 februari 1226) was een jongere zoon van Rotrud IV van Perche en van Mathilde van Blois. Hij werd in 1215 bisschop van Châlons, maar diende in 1217 zijn kinderloos overleden neef Thomas op te volgen als graaf van Perche. Willem trok op pelgrimstocht naar Jeruzalem, maar overleed op terugweg. Met Willem stierf het huis Perche uit en koning Lodewijk VIII van Frankrijk hechtte het gebied bij het kroondomein.